# アロマ (盲導犬)
アロマ（2001年3月31日 - 2012年10月2日）は、ラブラドール・レトリバーの雌の盲導犬。

## 経歴
2001年3月31日、福岡県大野城市にある繁殖ボランティアの家庭で誕生した。「アロマ」の名前は、かつて福岡盲導犬協会から「功労犬」に認定された同名の祖母に似ているとのことから名付けられた。
2001年5月に鹿児島県のパピーウォーカーの家庭に引き取られて育った後、2002年5月に福岡盲導犬協会に移り訓練を実施、同年11月17日に行われた長崎ライオンズクラブ設立45周年記念式典において視覚障害者である演歌歌手の岸川美好に貸与された。
2003年1月16日に佐賀県嬉野町（現・嬉野市）からアロマに特別住民票が交付された。人間以外への交付はこれが日本初となる。当時の町長・谷口太一郎は「町民に一生を尽くす盲導犬は町民と同様だと思う。生き物や動物を大切にする心を町民により育んでもらうためにも、喜んで“町民”と認定することにした」と話している。
2003年6月16日より、アロマと飼い主の岸川夫妻は、盲導犬普及へ向けた活動と2002年10月1日に施行された身体障害者補助犬法の周知のため、47都道府県の庁舎を表敬訪問する約2か月間の旅を敢行した。また翌2004年の6月16日からは、約4か月をかけて佐賀県の49市町村（当時）を巡り各首長と面会した。
2011年5月16日に行われた引退式をもって8年半の務めを終え、同日に九州盲導犬協会から「功労犬」として表彰された。引退後は鹿児島県のパピーウォーカーの元へ戻って余生を過ごし、2012年10月2日に永眠した。

## 基金
岸川美好らによる前述の全国行脚の中で、庁舎の表敬訪問と並行して各地で街頭募金を実施したところ多くの募金が寄せられたことから、本格的に募金活動を行うため、岸川美好を代表者とする組織「盲導犬育成支援の会・アロマ基金」（通称「アロマ基金」）が設立された。2006年にはNPO法人化している。
盲導犬に対する理解や身体障害者補助犬法の広報を目的とした行政機関、学校、ボランティア団体などへの訪問や、盲導犬の贈呈・育成のための資金を集める募金などを主な活動内容としている。こうした取り組みが評価され、2008年にはアロマ基金が「第2回佐賀県ユニバーサルデザイン大賞」の優秀賞を受賞した。2011年5月時点までに10頭の盲導犬がアロマ基金から視覚障害者へ贈られている。
2012年12月15日をもって清算結了となった。

## 関連楽曲
「私の名前はアロマです」（歌：伊万里少年少女合唱団／作詞：岸川美好／作曲：岸川伸資、2004年）